# 三重縣公安委員會
三重縣公安委員會（日语：／ Mieken kō'an-i'inkai */?）是由三重縣知事所轄，負責管理三重縣警察的行政委員會，由3名委員組成。

## 委員
- 委員長
  - 田中彩子
- 委員
  - 山本進
  - 川端郁子

## 下部組織
- 三重縣警察

## 外部連結
- 三重県公安委員会（页面存档备份，存于）